# Jurij Pszenicznikow (piłkarz)
Jurij Pawłowicz Pszenicznikow, ros. Юрий Павлович Пшеничников (ur. 2 czerwca 1940 w Taszkencie, Uzbecka SRR, zm. 20 grudnia 2019 w Moskwie) – rosyjski piłkarz, grający na pozycji bramkarza, reprezentant Związku Radzieckiego, trener piłkarski.

## Kariera piłkarska

### Kariera klubowa
Wychowanek klubu Trudowyje Riezierwy Taszkent, w którym rozpoczął karierę piłkarską. W 1960 roku przeszedł do Paxtakoru Taszkent, w którym występował przez 8 lat. W latach 1968–1971 bronił barw CSKA Moskwa. W 1972 powrócił do Paxtakoru Taszkent, w którym zakończył karierę piłkarską.

### Kariera reprezentacyjna
18 września 1966 debiutował w reprezentacji Związku Radzieckiego w spotkaniu towarzyskim z Jugosławią wygranym 2:1. Łącznie rozegrał 19 meczów.
W 1968 był powołany na turniej finałowy Mistrzostw Europy we Włoszech.
W 1967 rozegrał jeden mecz w olimpijskiej reprezentacji ZSRR.

## Kariera trenerska
Po zakończeniu kariery piłkarskiej rozpoczął pracę trenerską. W 1978 pomagał trenować CSKA Moskwa. W latach 1979–1983 prowadził klub Conthab z Laosu. Potem kierował Szkołą Piłkarską CSKA Moskwa. W 1989 trenował klub Consfab Antananarivu z Madagaskaru. W 1990 do lipca pomagał trenować CSKA-2 Moskwa. We wrześniu 1990 objął stanowisko głównego trenera SKA Rostów nad Donem. W latach 1991–1993 pracował na stanowisku asystenta i dyrektora w klubach Priesnia Moskwa i Asmarał Moskwa. W latach 1994–1995 prowadził Ras AlKhaima Club z ZEA. Potem szkolił młodych piłkarzy w szkołach CSKA Moskwa i Torpedo-ZiL Moskwa oraz pomagał trenować bramkarzy w klubach CSKA Moskwa, Dinamo Moskwa oraz Spartak-2 Moskwa.

## Sukcesy i odznaczenia

### Sukcesy klubowe
- mistrz ZSRR: 1970
- mistrz Pierwszej ligi ZSRR: 1972

### Sukcesy reprezentacyjne
- uczestnik Mistrzostw Europy: 1968

### Sukcesy trenerskie
- mistrz Laosu: 1981, 1982
- zdobywca Pucharu Laosu: 1980

### Sukcesy indywidualne
- wybrany do listy 33 najlepszych piłkarzy ZSRR: Nr 2 (1967, 1968), Nr 3 (1966)
- wybrany najlepszym bramkarzem Mistrzostw ZSRR: 1968
- członek Klubu Lwa Jaszyna

### Odznaczenia
- tytuł Mistrza Sportu
- tytuł Zasłużonego Mistrza Sportu Rosji: 2003